# 柔毛粉枝莓
柔毛粉枝莓（学名：Rubus biflorus var. pubescens）为蔷薇科悬钩子属下的一个变种。

## 扩展阅读
- 維基物種上的相關：柔毛粉枝莓